# Vakinankaratra
Vakinankaratra ist eine von 22 Regionen (Faritra) Madagaskars im Zentrum der Insel. 2014 lebten ca. 1,85 Millionen Menschen in der Region. Die 22 Regionen Madagaskars wurden im Juni 2004 gegründet. Am 4. April 2007 ließ Marc Ravalomanana ein Referendum über eine Änderung der Verfassung abhalten, das eine neue Verwaltungsgliederung ohne Provinzen ab Oktober 2009 festlegte. Somit wurden die Regionen erste administrative Verwaltungseinheit.

## Geografie
Vakinankaratra liegt im zentralen Hochland von Madagaskar und hat eine Fläche von 16.599 km². Hauptstadt ist Antsirabe.
Vakinankaratra grenzt im Norden an die Regionen Analamanga, Itasy und Bongolava; im Osten an Alaotra-Mangoro und Atsinanana; im Süden an Amoron’i Mania und im Westen an Menabe. Dabei bildet der Fluss Mania den größten Teil der Südgrenze und der Mahajilo einen Teil der Nordgrenze.
Die Täler Antandrokomby und Sahatany in Vakinankaratra sind für außergewöhnliche Rhodizitvorkommen bekannt, wo bis zu drei Zentimeter große, kubische und tetraedrische Kristalle gefunden wurden.

### Klima
Die Jahresdurchschnittstemperatur beträgt 17 °C, die maximale Durchschnittstemperatur 27,4 °C und die minimale Durchschnittstemperatur 5 °C. In manchen Gegenden reichen die Temperaturen von 30,8 °C bis 1 °C. Der durchschnittliche jährliche Niederschlag beträgt zwischen 1335 mm und 1952 mm.

## Verkehr
Die Nationalstraße 7 (RN 7) verläuft aus nördlicher über Ambohibary und Antsirabe nach Toliara im Südwesten Madagaskars. Nationalstraße 43 (RN 43) mündet aus nordwestlicher Richtung kommend bei Ambohibary in die RN 7. Die Nationalstraße 34 mündet bei Antsirabe in die RN 7.

## Verwaltungsgliederung
Die Region ist in sieben Distrikte (Fivondronana) aufgeteilt:
- Ambatolampy
- Antanifotsy
- Antsirabe I
- Antsirabe II
- Betafo
- Faratsiho
- Mandoto